# Monaco aux Jeux européens de 2015
Monaco participe aux Jeux européens de 2015. Elle fait partie des 50 nations durant la première édition de ces jeux, se déroulant à Bakou du 12 au 28 juin 2015.

## Athlètes
Voici les 4 athlètes participant aux Jeux européens de 2015 :
| Prénom/Nom         | Date de naissance |
| ------------------ | ----------------- |
| Cédric Bessi       | 28/11/1990        |
| Ian-soren Cabioch  | 16/5/1999         |
| Victor Langellotti | 7/6/1995          |
| Yann Siccardi      | 3/2/1986          |